# Schattdecor

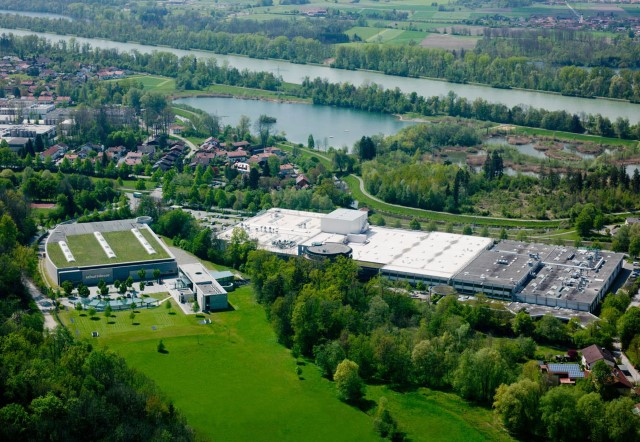
Schattdecor Thansau

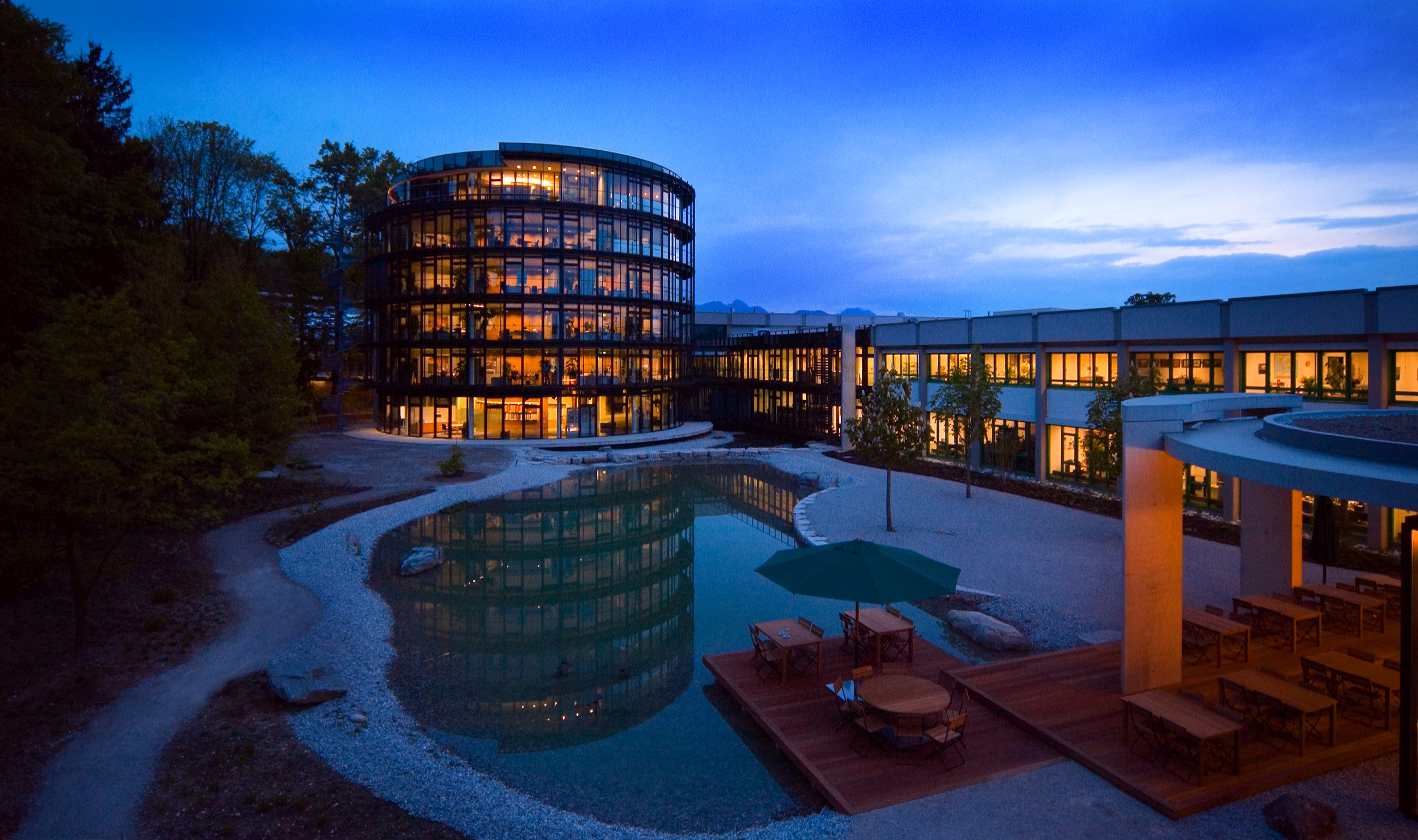
Standort Thansau

Schattdecor ist ein Hersteller von bedrucktem Dekorpapier, imprägnierten Oberflächen und Finishfolien für die Holzwerkstoff- und Möbelindustrie. Der Hauptsitz befindet sich in Thansau in der Gemeinde Rohrdorf.

## Produkte
Die Produktpalette von Schattdecor umfasst bedrucktes und unbedrucktes Dekorpapier sowie Imprägnate und Finishfolien. Produziert werden die Oberflächen im Rotationstiefdruck- oder Digitaldruckverfahren. Die so entstehenden Holz-, Stein-, Uni- oder Fantasiedekore werden in der weiterverarbeitenden Holzwerkstoff- und Möbelindustrie zur optischen Oberflächengestaltung eingesetzt und finden Anwendung im Möbel- und Fußbodenbereich sowie beim Innenausbau und in der Caravanbranche.

## Geschichte
Schattdecor wurde 1985 von Walter Schatt in Stephanskirchen gegründet und 1989 erfolgte der Umzug nach Thansau in der Gemeinde Rohrdorf. 1997 begann die Produktion am neuen Standort in Rosate in Italien, und 1998 wurde der Neubau in Tarnowo Podgórne (Polen) fertiggestellt. Im selben Jahr beteiligte sich Schattdecor am Druckfarbenhersteller Arcolor in Waldstatt (Schweiz). 2001 wurde Schattdecor China mit einem Standort in Shanghai gegründet. Reiner Schulz wurde 2007 Vorstandsvorsitzender, während Walter Schatt den Vorsitz des Aufsichtsrats übernahm. In diesem Jahr wurde auch der neue Verwaltungskomplex in Thansau eingeweiht. Harald Purainer (Finanzen) und Kurt Mack (Logistik & Produktion) wurden 2009 in den Vorstand berufen. Zudem überschritt das Unternehmen die 1-Million-Tonnen-Marke seit seiner Gründung.
2011 trat Roland Auer als neues Vorstandsmitglied in das Unternehmen ein und übernahm den Bereich Vertrieb und Marketing. In diesem Jahr wurden auch die neuen Werke in Gebze (Türkei) und Maryland Heights (USA) eröffnet. 2015 feierte das Unternehmen sein 30-jähriges Firmenjubiläum am 11. Juli am Standort Thansau und im selben Jahr wurde ein Werk in Tjumen (Russland) eröffnet. Im Jahr 2017 wurde Reiner Schulz als Vorstandsvorsitzender von Roland Auer abgelöst, der sein Amt zum 1. Mai 2017 antrat. Gleichzeitig übergab Firmengründer Walter Schatt den Vorsitz des Aufsichtsrats an Reiner Schulz.
Im Jahr 2018 akquirierte Schattdecor die malaysische Vasatech Sdn Bhd in Bestari Jaya, SGR, und übernahm das Unternehmen US-Coating in Lexington, South Carolina. 2019 wurde das Führungsgremium der Schattdecor AG um zwei neue Vorstände, Claudia Küchen und Frank Schumacher, erweitert. Im Jahr 2021 wurde Michael Then als neues Vorstandsmitglied berufen und übernahm den Bereich Produktion. Zudem erweiterte sich die Schattdecor-Gruppe um zwei weitere Standorte, jeweils in den USA und in Malaysia. 2023 fand ein Vorstandswechsel im Bereich Finanzen statt, als Derick Beitel auf Dieter Hüttlinger folgte. Zum 1. Januar 2024 übernahm Claus Neuffer als Vorstand die Bereiche Technik und Nachhaltigkeit. Im Sommer desselben Jahres wurde Robert Vuga als Vorstand für Vertrieb und Marktforschung vorgestellt.

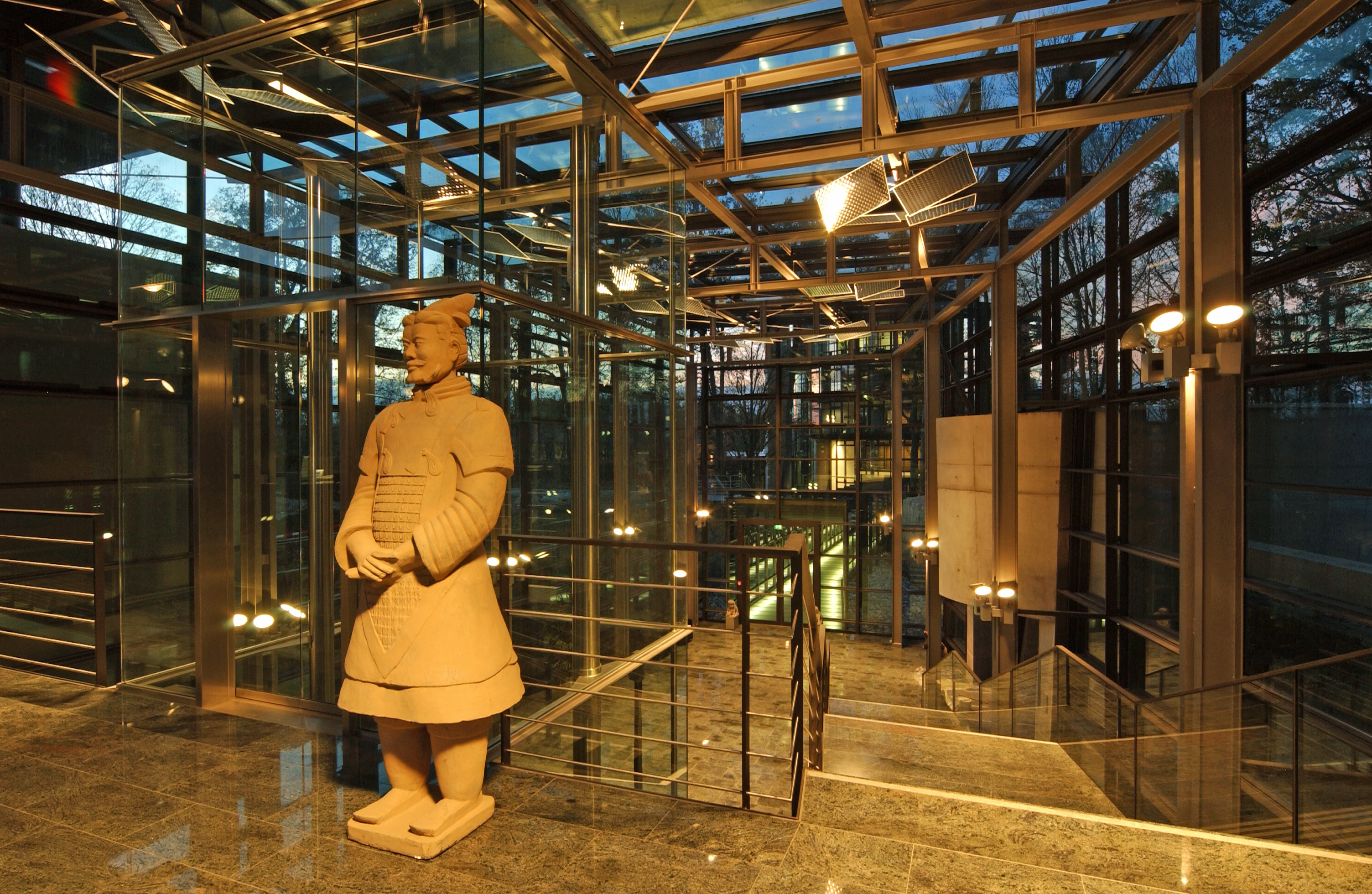
Schattdecor Thansau Foyer

## Schattdecor weltweit
Das Unternehmen hat heute weltweit 16 Produktionsstätten, in Deutschland (1×), Polen (2×), Italien, Türkei, Russland (2×), China (4×), Malaysia, Brasilien (2×) und den USA (2×).
Schattdecor hat weltweit 8 Repräsentanzen.